# Antoine-Ignace de Fugger-Glött
Anton Ignaz Reichsgraf von Fugger-Glött (né le 3 septembre 1711 à Innsbruck, mort le 25 février 1787 à Ratisbonne) est le soixante-quatrième évêque de Ratisbonne et prince-évêque de la principauté épiscopale de Ratisbonne de 1769 à sa mort. Il fut auparavant élu prince-prévôt de la principauté prévôtale d'Ellwangen (de) en 1756.

## Biographie
Antoine-Ignace vient de la maison Fugger-Glött, une lignée de la maison Fugger von der Lilie (de). Il est domicilié à Cologne à partir de 1728, étudie la philosophie de 1727 à 1730 et le droit de 1730 à 1734 à Innsbruck. En 1738, il devient chanoine à Ellwangen, en 1750 chanoine à Cologne et en 1751 chanoine à Saint-Géréon (Cologne), où il s'élève au rang de scolastique en 1754.
Il est élu prince-prévôt d'Ellwangen le 29 mars 1756 et confirmé comme tel par le pape Benoît XIV le 18 juillet 1756, il reçoit le 8 septembre 1756 la consécration d'abbé de son frère François-Charles-Joseph de Fugger-Glött, évêque auxiliaire du diocèse de Constance. En tant que prévôt, il développe une activité animée pour renforcer l'exemption du diocèse d'Augsbourg et sécurise le territoire du monastère pendant la guerre de Sept Ans. Le travail minutieux et la persévérance non seulement conduisent à la consolidation des finances du monastère, mais aussi à l'élimination des problèmes sociaux.
En 1761, il postule lors de l'élection de l'évêque de Cologne à la mort de Clément-Auguste de Bavière, mais la cour viennoise lui refuse son soutien. Le 25 juin 1764, il est élu écolâtre de la cathédrale de Cologne. Il est élu évêque de Ratisbonne le 18 janvier 1769 et nommé par le pape Clément XIV le 12 juin 1769, ordonné le 17 septembre 1769 à Ratisbonne. Son frère effectué à nouveau la consécration. Sa nomination fut soutenue notamment par des membres de la maison de Wittelsbach.
Résidant toujours régulièrement à Ellwangen, il y reçoit un coadjuteur le 30 avril 1770. Presque complètement aveugle, il renonce à l'administration de la prévôté le 1er novembre 1777, mais conserve le titre et les deux tiers des revenus. Il investit tout son travail dans son diocèse. La promotion de la vie religieuse et la sauvegarde de l'évêché le préoccupent particulièrement. Il est un mécène de l'exorciste Johann Joseph Gassner. Il réussit également à regagner complètement la domination de Donaustauf, qui fut mise en gage pendant des siècles.